# Palmon alfredi
Palmon alfredi är en stekelart som beskrevs av Sureshan 2003. Palmon alfredi ingår i släktet Palmon och familjen gallglanssteklar. Inga underarter finns listade i Catalogue of Life.